# Ordens honoríficas da África do Sul
As ordens honoríficas da África do Sul são ordens, condecorações e medalhas militares e civis emitidas pelo Governo da África do Sul. Segue-se uma lista (não exaustiva) destas:

## União da África do Sul
A União da África do Sul foi formada em 1910, como domínio no Império Britânico. Uma medalha foi emitida para comemorar o evento.
Como um domínio, a União ficou sob o sistema britânico de honrarias, e sul-africanos apareceram nas listas semestrais de honras britânicas. Os sul-africanos também receberam condecorações civis britânicas por bravura. O governo nacionalista interrompeu a atribuição de títulos e ordens em 1925 e interrompeu as nomeações para prêmios de bravura depois que a independência da União foi reconhecida em 1931. Estabeleceu seus próprios prêmios de bravura alguns anos depois.
As honras civis da União consistiam, assim, em:
- Condecoração
  - Medalha do Rei / Rainha por Bravura (em inglês:  King's/Queen's Medal for Bravery, 1939–61)
- Medalha Comemorativa
  - Medalha de Comemoração da União da África do Sul (em inglês:  Union of South Africa Commemoration Medal, 1910)
- Medalha de serviço de guerra
  - Medalha Sul-Africana por Serviços de guerra (em inglês:  South African Medal for War Services, 1945)

Quando a África do Sul estabeleceu o seu próprio sistema de honras independentes em 1952, o Medalha da Rainha por Bravura foi transferida para ele. A medalha concedida para marcar a coroação da Rainha Isabel II, em 1953, e também foi classificada como um prémio sul-africano, porque ela era rainha da África do Sul, bem como do Reino Unido e dos seus outros reinos e territórios. 

## República da África do Sul
A África do Sul tornou-se uma república fora do Commonwealth em 31 de maio de 1961.

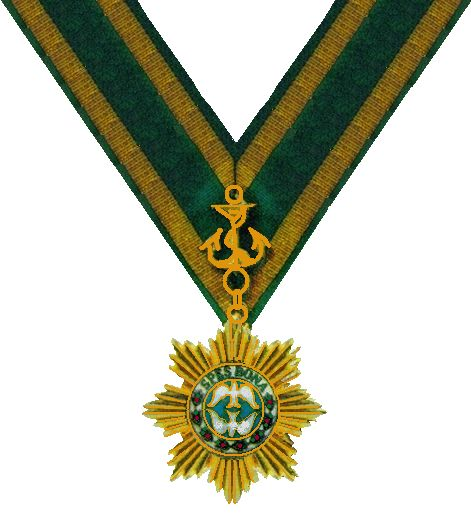
Ordem da Boa Esperança.

### 1967–1986
Durante as décadas de 1960 e 1970, o governo desenvolveu uma pequena gama de honras civis para reconhecer a bravura e o serviço meritório:
- Condecorações e ordens
  - Condecoração Woltemade por Bravura (1970–88)
  - Ordem da Estrela da África do Sul (Divisão Civil) (SSA/SSAS) (1978–2002)
  - Ordem da Boa Esperança (1973–2003)
  - Condecoração por Serviço Meritório (DMS) (1970–86)
  - Medalha da Defesa Civil por Bravura (1976–??)
  - Medalha da Defesa Civil por Serviço Meritório (1976–??)

- Prémios desportivos

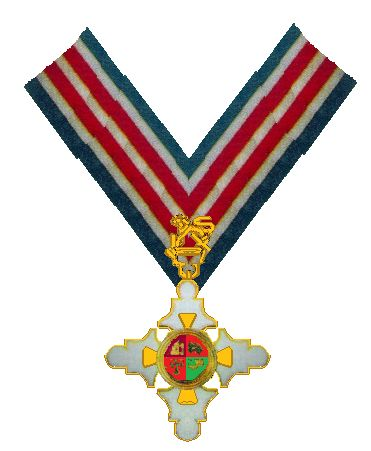
Ordem por Serviço Meritório.

  - Prêmio Desportivo do Presidente do Estado (1967–94)
  - Prêmio de Mérito Desportivo da África do Sul (1971–94)

### 1986–2002
O sistema de honrarias civis foi ampliado durante a década de 1980. Em 1986, as cinco ordens foram coletivamente apelidadas de "ordens nacionais", e uma Chancelaria de Ordens foi estabelecida no Gabinete do Presidente do Estado para administrá-las. Estes foram mantidos após o retorno da África do Sul à Comunidade das Nações em 1994. O sistema de honrarias ampliado compreendia:
- Condecorações e ordens
  - Cruz Woltemade por Bravura (WD/WDS) (1988–2002)
  - Ordem do Cruzeiro do Sul (OSG/OSS) (1986–2002)
  - Ordem da Estrela da África do Sul (Não Militar) (SSA/SSAS) (1978-2002)
  - Ordem por Serviço Meritório (OMSG/OMSS) (1986–2002)
  - Ordem da Boa Esperança (1973–2003)
  - Medalha da Defesa Civil por Bravura (1976–??)
  - Condecoração do Presidente por Serviços Distintos (1987–??)
  - Medalha da Defesa Civil por Serviço Meritório (1976–??)
- Prêmios desportivos
  - Prêmio Desportivo do Presidente do Estado (1967–94)
  - Prêmio de Mérito Desportivo da África do Sul (1971–94)

#### Medalha do Rei/Rainha da União da África do Sul por Bravura
A Medalha do Rei da União da África do Sul por Bravura foi instituída em 1939 para premiar os cidadãos sul-africanos por sua excepcional bravura em salvar vidas.
A condecoração tinha dois graus (ouro e prata) e tinha uma fita azul com bordas laranja. A medalha caducou em 31 de maio de 1961, quando a África do Sul se tornou uma república, embora fora da Commonwealth.

#### Condecoração Woltemade por Bravura
A Condecoração Woltemade por Bravura foi uma versão republicana revivida da Medalha do Rei / Rainha por Bravura. Foi instituída em 1970 e concedida até 1988, altura em que foi substituída pela Cruz Woltemade por Bravura.

#### Cruz Woltemade por Bravura
A Cruz Woltemade por Bravura (letras pós-nominais: WD) foi instituída em 1988, substituindo a Condecoração Woltemade, para premiar os cidadãos sul-africanos pela bravura excepcional em salvar vidas. A cruz tinha dois graus (ouro e prata) e tinha uma fita azul com bordas laranja. A Cruz Woltemade foi descontinuada em 2002.

## Ordens, condecorações e medalhas atuais

### Militares

#### Condecorações Nkwe (Leopardo) por Bravura
As três Condecorações Nkwe (Leopardo) por Bravura são concedidas por bravura em operações militares no lugar das Condecorações Honoris Crux desde 2003.
As três decorações de leopardo são:
- Nkwe Ya Gauta (Leopardo de Ouro) (pós-nominal: NG), por bravura excepcional durante operações militares.
- Nkwe Ya Selefera (Leopardo de Prata) (pós-nominal: NS), por bravura notável durante operações militares.
- Nkwe Ya Boronse (Leopardo de Bronze) (pós-nominal: NB), por bravura durante operações militares.

#### Condecoração Protea por Mérito
Os três Condecorações Protea por Mérito são agraciadas pela liderança, conduta meritória ou devoção ao dever no lugar das antigas Condecoração do Cruzeiro do Sul, Medalha do Cruzeiro do Sul e Medalha de Mérito Militar.
As três condecorações protea são:
- iPhrothiya yeGolide (pós-nominal: PG), aos oficiais pelo excelente serviço da mais alta ordem e máxima devoção ao dever.
- iPhrothiya yeSiliva (pós-nominal: PS), aos oficiais por serviço excepcionalmente meritório e devoção particular ao dever.
- iPhrothiya yeBhronzi (pós-nominal: PB), a todas as fileiras da SANDF que se distinguiram pela prestação de serviços da mais alta ordem.

### Civil
As" antigas " honrarias sul-africanas foram mantidas por alguns anos depois que a república foi reconstituída como um Estado democrático multirracial em 1994. Os prêmios desportivos foram, no entanto, substituídos imediatamente. Uma nova série de ordens nacionais foi introduzida em 2002, como parte do processo de criação de novos símbolos nacionais. As atuais honrarias civis são:
- Prêmios desportivos
  - Prêmio Desportivo Presidencial (1994– )
- Ordens provinciais
  - Cruz Dourada do Cabo Ocidental
  - Ordem do Disa

#### Ordem do Baobá
A Ordem do Baobá (SCOB / GCOB / COB) foi instituída em 2002 para premiar cidadãos sul-africanos por serviços à democracia, direitos humanos, artes e ciências, e serviço comunitário.
A ordem tem três graus: Ouro, Prata e Bronze.

#### Ordem de Ikhamanga
A Ordem de Ikhamanga (OIG/OIS/OIB) foi instituída em 2003 para premiar cidadãos sul-africanos que se destacaram nas áreas das artes, cultura, literatura, música, jornalismo e esportes.
A ordem tem três graus: Ouro, Prata e Bronze.

#### Ordem de Luthuli
A Ordem de Luthuli foi instituída em 2003 para premiar cidadãos sul-africanos que deram uma contribuição significativa para a luta pela democracia, direitos humanos, construção da nação, justiça, paz e resolução de conflitos.
A ordem tem três graus: Ouro, Prata e Bronze.

#### Ordem de Mapungubwe
A Ordem de Mapungubwe (OMP/OMG/OMS/OMB) foi instituída em 2002 para premiar os cidadãos sul-africanos pela excelência e realização excepcional. A ordem tem quatro graus: Platina, Ouro, Prata e Bronze.

#### Ordem dos Companheiros de O. R. Tambo
A Ordem dos companheiros de O. R. Tambo (SCOT / GCOT / COT) foi instituída em 2002 para agraciar chefes de Estado e altos diplomatas de outros países por demonstrarem amizade com a África do Sul.
A ordem tem três graus: Ouro, Prata e Bronze.

#### A Ordem de Mendi por Bravura
A Ordem de Mendi por Bravura (OMBG / OMBS / OMBB), originalmente Condecoração Mendi por Bravura, é concedida a cidadãos sul-africanos que realizaram um ato extraordinário de bravura que colocou suas vidas em grande perigo, ou que perderam suas próprias vidas, inclusive tentando salvar a vida de outra pessoa, ou salvando propriedades, dentro ou fora da República da África do Sul.
A ordem tem três graus (letras pós-nominais entre parênteses): Ouro (OMBG), Prata (OMBS) e Bronze (OMBB). A fita é dourada e tem pegadas de leão de cor creme.

#### Ordem da África do Sul
A Ordem da África do Sul é atribuída a chefes de Estado estrangeiros. Tem grau único: Ouro. Foi concedida pela primeira vez a Xi Jinping em 2023.

## . Bibliografia
- Alexander, E. G. McGill; Barron, Gary K. B.; Bateman, Anthony J. (1986). South African Orders, Decorations, and Medals (em inglês). Cidade do Cabo: Human & Rousseau. 160 páginas. ISBN 978-0798118958. OCLC 16225595
- Monick, Stanley (1988). South African Military Awards: 1912-1987 (em inglês). Joanesburgo: South African National Museum of Military History. 58 páginas. ISBN 978-0620122993. OCLC 38772944
- Uys, Ian S. (1992). Cross of Honour (em inglês). Germiston: Uys Publishers. 196 páginas. ISBN 978-0958317320. OCLC 27109488
- Monick, S. (1990). South African Civil Awards 1910–1990 (em inglês). [S.l.]: South African National Museum of Military History
- Fforde, J. P. I.; Monick, Stanley (1986). A Guide to South African Orders, Decorations and Medals and Their Ribbons, 1896-1985 (em inglês). Joanesburgo: South African National Museum of Military History. 40 páginas. ISBN 978-0-620-11344-1. OCLC 26012980